# Lobosceliana cinerascens
Lobosceliana cinerascens is een rechtvleugelig insect uit de familie Pamphagidae. De wetenschappelijke naam van deze soort is voor het eerst geldig gepubliceerd in 1873 door Stål.